# Arielsvala
Arielsvala (Petrochelidon ariel) är en fågel i familjen svalor inom ordningen tättingar.

## Utseende och läte
Arielsvalan är en liten svala med mörk ovansida, ljus undersida, vit övergump, rödaktig hjässa och kluven stjärt. Lätet är ett torrt och strävt ”frrrtt”, helt annorlunda från eukalyptussvalans kvitter.

## Utbredning och systematik
Fågeln förekommer vid vattendrag i Australien. Den behandlas som monotypisk, det vill säga att den inte delas in i några underarter.

## Levnadssätt
Arielsvalan häckar i kolonier i unika flaskformade bon av lera, under avsatser på byggnader, broar, kulvertar och klippor.

## Status och hot
Arten har ett stort utbredningsområde och tros öka i antal. Internationella naturvårdsunionen IUCN listar den därför som livskraftig (LC).